# Tux Racer
Tux Racer er et 3D computerspil, hvor man styrer Linux-maskotten Tux ned ad et bjerg for at samle fisk ind på så kort tid som muligt.
Dette er et populært open source-spil, som er frit tilgængeligt til både Windows og Linux.

## Ekstern henvisning
- Wikimedia Commons har flere filer relateret til Tux Racer
- Planet Penguin Racer hos BerliOS Developer Arkiveret 8. januar 2007 hos  Wayback Machine

| computerspil | Spire Denne computerspilsrelaterede artikel er en spire som bør udbygges. Du er velkommen til at hjælpe Wikipedia ved at udvide den. |